# 諾穆布

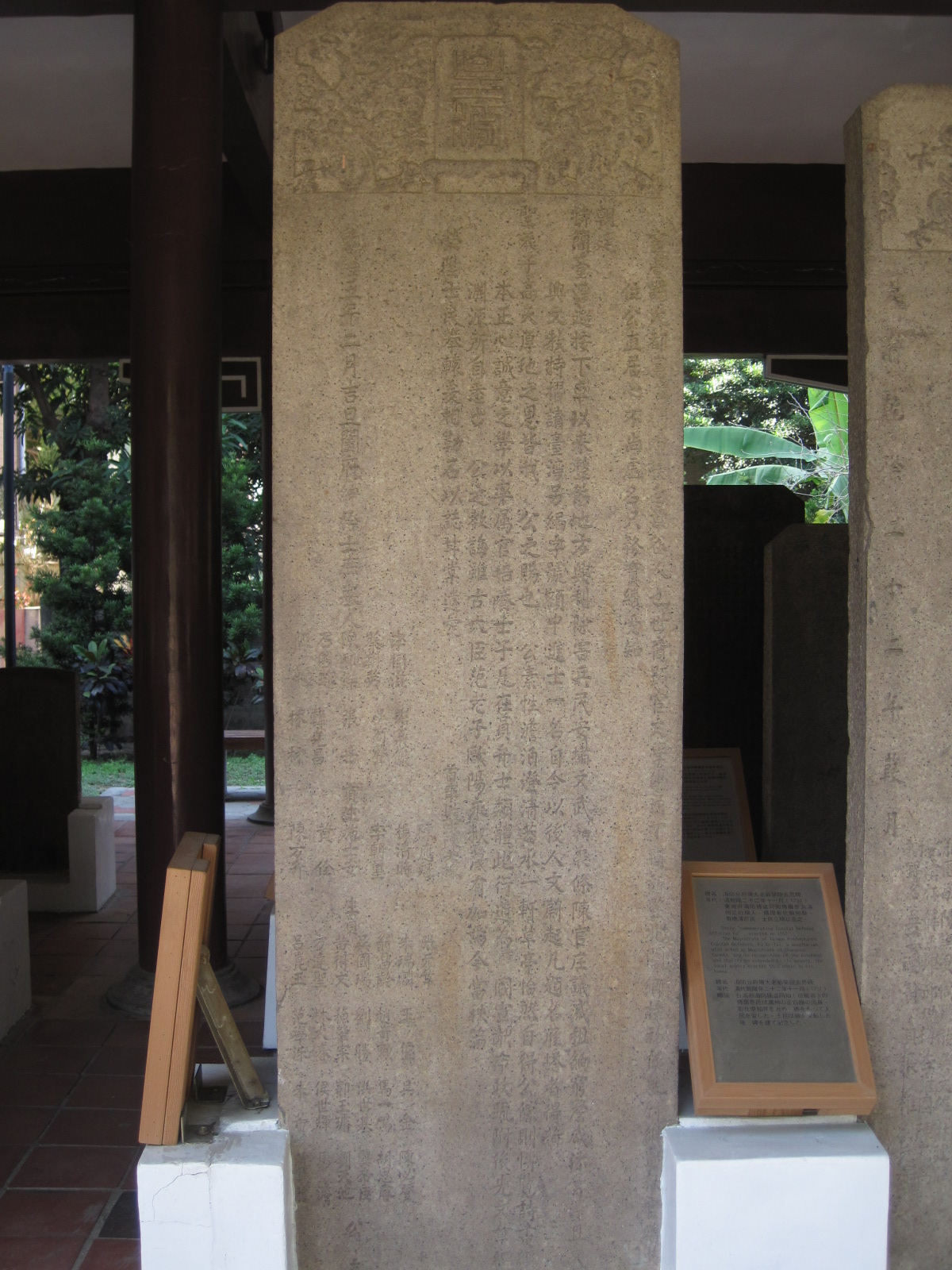
諾公穆布甘棠遺愛碑記

諾穆布（穆麟德轉寫：nombu，？—1740年），號宜亭，中國滿洲正藍旗人，中國清朝政府官員。康熙五十六年（1717年）舉人，於乾隆二年（1737年）三月接替白起圖出任巡視臺灣監察御史，該官職滿漢人各一，而滿人的他與單德謨為同任御史。他於乾隆五年（1740年）三月任滿，在歸途中病逝。
臺灣仕紳施士安等人為他於乾隆五年（1740年）二月立「諾公穆布甘棠遺愛碑記」，碑中推崇他的政績有官庄減租、振興文教，以及奏准臺灣舉人另編字號，每十人可取進士一名。該碑現存於臺南大南門碑林內。